# Svartbröstad barbett
Svartbröstad barbett (Pogonornis rolleti) är en fågel i familjen afrikanska barbetter inom ordningen hackspettartade fåglar.

## Utseende och läte
Svartbröstad barbett är en stor och mestadels svart barbett med en mycket stor och vit näbb. Den har svart bröst och buken är röd, vit och svart. Bland lätena hörs raspiga och nasalt gläfsande ljud. Arten liknar något rödbröstad barbett och dubbeltandad barbett, men urskiljs lätt med sitt svarta snarare än röda bröst.

## Utbredning och systematik
Fågeln förekommer i södra Tchad, nordöstra Centralafrikanska republiken, södra Sudan, nordöstra Demokratiska republiken Kongo och norra Uganda Den behandlas som monotypisk, det vill säga att den inte delas in i några underarter.

## Levnadssätt
Svartbröstad barbett hittas lokalt i savann, skogslandskap, trädgårdar och ungskog. Den ses vanligen i par eller i smågrupper, ofta i närheten av fikon eller andra fruktbärande träd.

## Status och hot
Arten har ett stort utbredningsområde, men tros minska i antal, dock inte tillräckligt kraftigt för att den ska betraktas som hotad. Internationella naturvårdsunionen IUCN listar arten som livskraftig (LC).